# Douglas XA-2
Il Douglas XA-2 era un biplano da attacco, realizzato dalla statunitense Douglas Aircraft Company nella seconda metà degli anni venti.
Diretto sviluppo del velivolo da osservazione Douglas O-2, venne valutato per l'impiego negli United States Army Air Corps ma, ritenuto inferiore al Curtiss A-3 Falcon, non ricevette ordini di produzione e rimase allo stato di prototipo.

## Storia del progetto
Il Douglas XA-2 nacque dalla modifica del 46º esemplare di serie del Douglas O-2; alcune fonti indicano che la modifica sarebbe stata richiesta dalle autorità militari mentre altre riportano che l'iniziativa sarebbe da attribuire alla casa costruttrice.
Lo scopo, in ogni caso, era quello di realizzare un velivolo destinato ad un compito per l'epoca inusuale, tanto che il velivolo della Douglas fu il primo a portare l'identificazione con la lettera A prevista dal sistema di designazione all'epoca in vigore (venne scartata la designazione A-1 in quanto utilizzata per il Cox-Klemin A-1, velivolo ambulanza).
Le prove comparative con il Curtiss A-3 vennero svolte nel corso del 1926 ed ebbero esito avverso al biplano della Douglas; pertanto la versione da attacco del fortunato O-2 non ebbe alcun seguito.

## Tecnica

### Struttura
Analogamente a quella dell'O-2, la struttura del Douglas XA-2 era una realizzazione di tipo misto: la fusoliera era costituita da tubi d'acciaio saldati mentre le ali erano in legno. Il rivestimento era in tessuto, ad eccezione della parte anteriore della fusoliera la cui copertura era realizzata in pannelli d'alluminio.
Le ali erano di uguali misure ed appaiate ed erano dotate su entrambi i piani di alettoni; i due piani erano collegati da una singola coppia di montanti, integrati da cavetti d'acciaio incrociati. Gli impennaggi erano monoplani, con lo stabilizzatore posto alla base della deriva.
L'equipaggio era sistemato in due distinti abitacoli scoperti, di cui quello anteriore destinato al pilota.
Il carrello era di tipo classico, con pattino d'appoggio posteriore.

### Motore
Il motore installato sull'XA-2 era una versione speciale del Liberty L-12, indicata con la sigla V-1410: si trattava di un V-12 raffreddato ad aria, utilizzato in sostituzione della versione standard raffreddata a liquido in quanto ritenuto meno vulnerabile (in particolare per le componenti dell'impianto di raffreddamento), dai colpi ricevuti dal basso, visto il previsto impiego a bassa quota.

### Armamento
Il Douglas XA-2 era dotato di armamento particolarmente pesante per l'epoca: questo comprendeva in tutto otto mitragliatrici, di cui sei Browning e due Lewis.
Le prime erano disposte per sparare in avanti e collocate due sopra il motore (sparanti attraverso il disco dell'elica per mezzo di un sincronizzatore) e le altre quattro nelle ali, una per ciascun piano alare e per semiala (sparanti al di fuori del raggio dell'elica).
Le due mitragliatrici Lewis erano brandeggiabili, a disposizione dell'osservatore nell'abitacolo posteriore.
Era, infine, prevista la possibilità di trasportare fino a 100 lb di bombe (peso pari a poco più di 45 kg).